# 軍団将軍
軍団将軍（ぐんだんしょうぐん）は軍隊の階級の一つで、フランス革命方式 (French Revolutionary System)と呼ばれる将官の階級呼称方法における軍団長級将官の呼称。軍将軍の下、師団将軍の上に位置するが、ブラジルなどの国々のように師団将軍の上位が軍将軍であったり、スペインでは旧欧州方式呼称での中将である例があるため、現在ではフランス、イタリア、キューバ、モルドバ等使用する国は限定的である。英呼称は直訳でArmy corps generalとなる。北大西洋条約機構（NATO）の階級符号(NATO階級符号)は基本的にOF-8でNATO諸国などの中将やロシアなどの国の大将に相当するが、イタリア陸軍およびイタリア空軍の最重要補職に就く軍団将軍は大将相当官としてOF-9の待遇となる。また、旧日本陸軍大将、中華民国陸軍および空軍の二級上将はOF-9相当官ながらフランス革命方式では本呼称を用いる。

## フランス
- 陸軍 : Général de corps d'armée
- 空軍 : Général de corps aérien
- 国家憲兵隊 : Général de corps d'armée

(准将#歴史も参照)
兵科最先任将官に与えられる称号である上級大将 (Colonel-général) は1830年以降叙任者がおらず、自然消滅の形で廃止され、1848年2月18日には大将 (Général en chef) も廃止されたため、当時中将位.であった師団将軍が1921年まで最高位であった。しかし、第一次世界大戦では軍集団までに規模が拡大し、また共同作戦を執る連合国各国との階級バランスも考慮せねはならず、臨時的措置として軍団長以上の者を下掲ミッチェラー将軍やデリグニー将軍の画像のように星章の上あるいは下に横棒を1本を付け加え、呼称を『より上級の部隊の指揮権を持つ師団将軍 (Général de division ayant un commandement supérieur)』 として大将位とした。戦後の1921年に本格的にこの事態に対処し得るよう、中将に役職に合わせて与えられる地位と称号 (rang et appellation)として大将 (Général commandant de corps d'armée) および上級大将 (Général commandant d'armée)を創設し、それぞれ4つ星および5つ星の階級章を定めた。現呼称には1939年に変更された。日本語での現呼称は第二次世界大戦後、NATO加盟国の人事バランスに合わせために呼び方を変えたためである。

陸軍階級章
空軍階級章
国家憲兵隊階級章
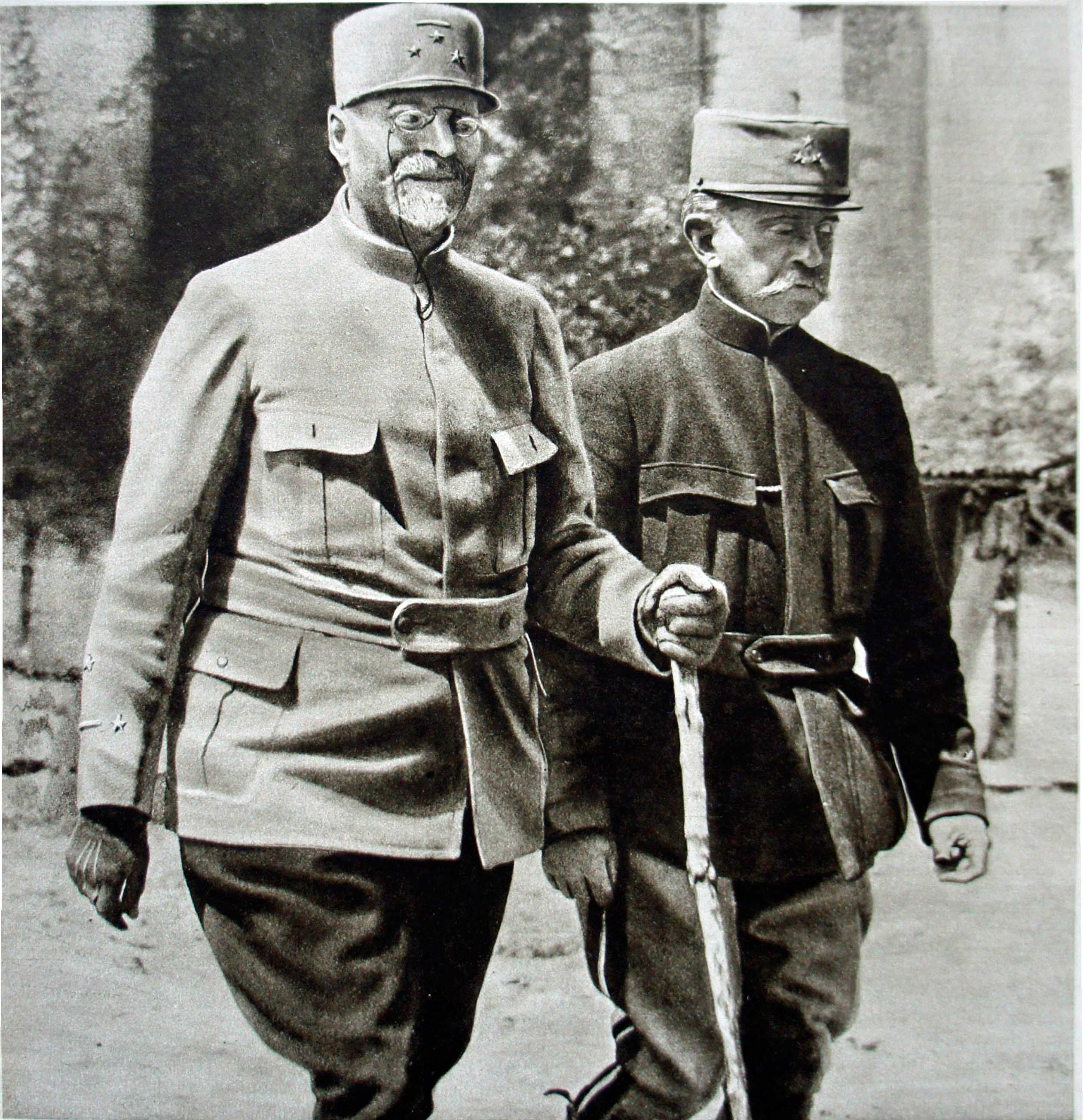
第38軍団長、第5軍司令官等を歴任したミッチェラー将軍(左の人物)
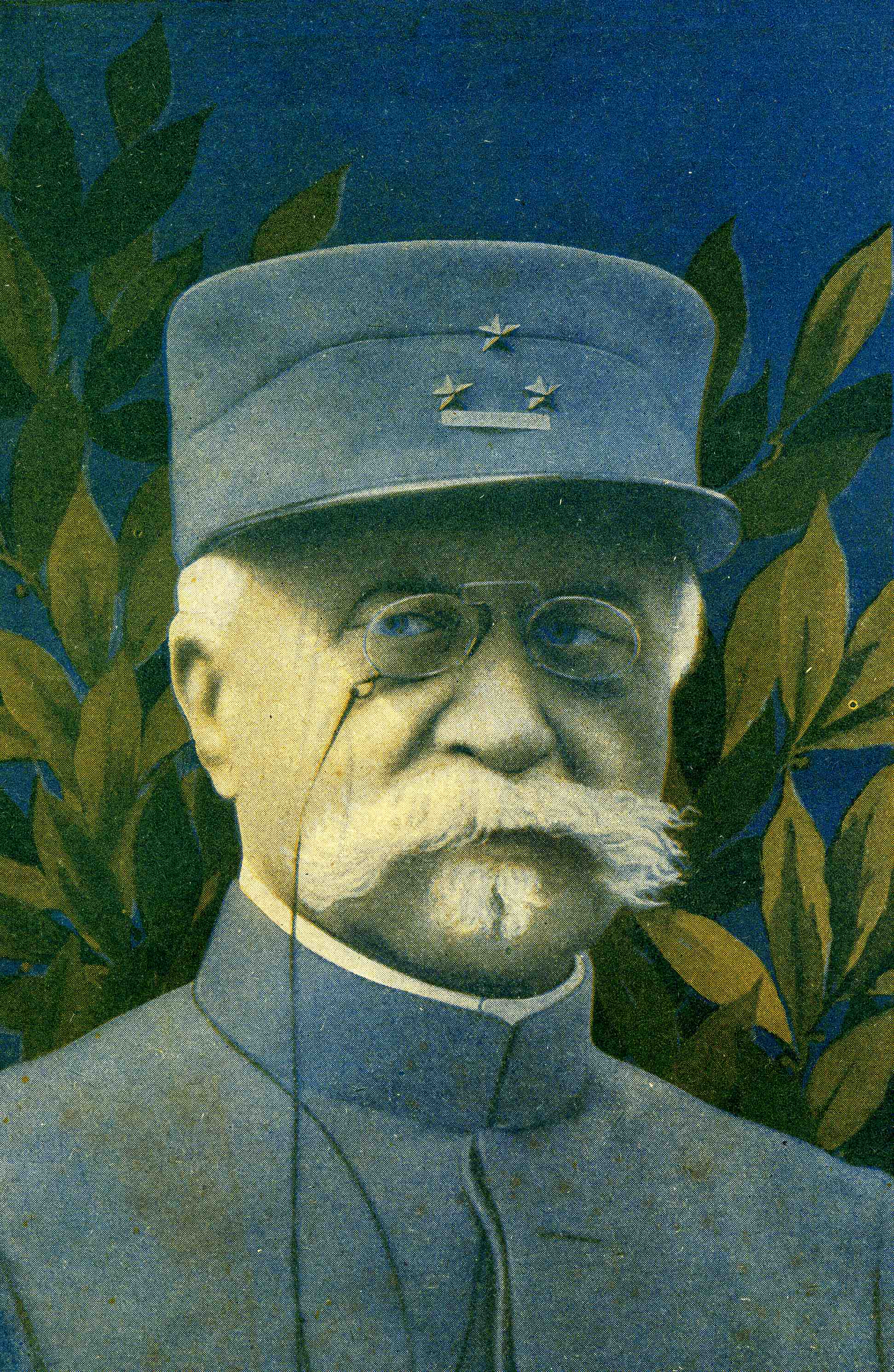
第1、第39軍団長を歴任したデリグニー将軍
第一次世界大戦時における大将勤務師団将軍の袖章

## イタリア
- 陸軍

Generale di corpo d'armata(中将）
Generale di corpo d'armata con incarichi speciali(大将)
- 空軍

Generale di squadra aerea(中将)
Generale di squadra aerea con incarichi speciali(大将)　
- カラビニエリ

Genrlale di corpo d'armata (中将)
Generale di corpo d'armata comandante generale (大将)
- 財務警察（イタリア語版、英語版）

Genrlale di corpo d'armata (中将)
Generale di corpo d'armata comandante generale (大将)
陸軍中将の旧呼称はTenente generale in comando di corpo d'armataで1919年に改称、大将は1919年にTenente generale in comado d'armtaをGenerale designato d'armataと改称したものを1947年にさらに改称したものである。本階級は陸軍参謀総長や、NATOのブルンスム統連合軍司令官のような大将ポストに充てられている。一方、空軍大将の現呼称は1947年にGenerale designato d'armata aereaを改称したものである。

陸軍中将階級章
陸軍大将階級章
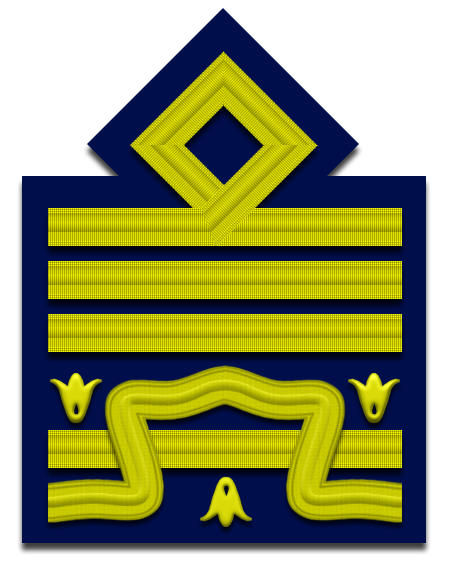
空軍中将階級章
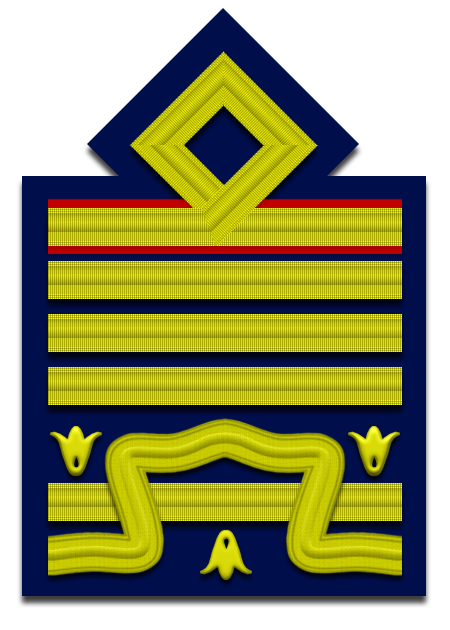
空軍大将階級章
カラビニエリ中将階級章
カラビニエリ大将階級章
財務警察中将階級章
財務警察大将階級章

## キューバ
General de cuerpo de ejército
陸軍のみ本呼称を用いる。空軍はTeniente generalと呼称する。スペイン語圏の国で唯一、本呼称を用いる。

階級章は陸軍、空軍とも共通。